# Sœurs de Saint Joseph de Coni
Les Sœurs de Saint Joseph de Coni forment une congrégation religieuse féminine enseignante, hospitalière et missionnaire de droit pontifical faisant partie de la fédération italienne des sœurs de Saint Joseph.

## Histoire
La congrégation est fondée le 10 octobre 1831 à Coni par le chanoine Jean Manassero, qui prend modèle sur la communauté du Puy-en-Velay du jésuite Jean-Pierre Médaille et lui donne les constitutions des sœurs de Saint Joseph de Lyon. La première succursale est ouverte à Narzole en 1837 ; en 1900, les sœurs commencent à se répandre en France, en Suisse et au Luxembourg.
L'institut reçoit le décret de louange le 17 mai 1937 et ses constitutions sont définitivement approuvées le 23 février 1948. En 1966, la congrégation intègre la fédération italienne des sœurs de Saint Joseph. En 2024, la fédération comprend les Sœurs de Saint Joseph de Coni, d'Aoste, de Chambéry et de Turin.

## Activités et diffusion
Les sœurs œuvrent dans de nombreux domaines (écoles, jardins d'enfants, paroisses, missions).
Elles sont présentes en:
- Europe : Italie, Roumanie, Suisse.
- Amérique : Argentine, Brésil.
- Afrique : Cameroun, République démocratique du Congo.

La maison-mère est à Coni.
En 2017, la congrégation comptait 253 sœurs dans 44 maisons.